# Especialista de cine

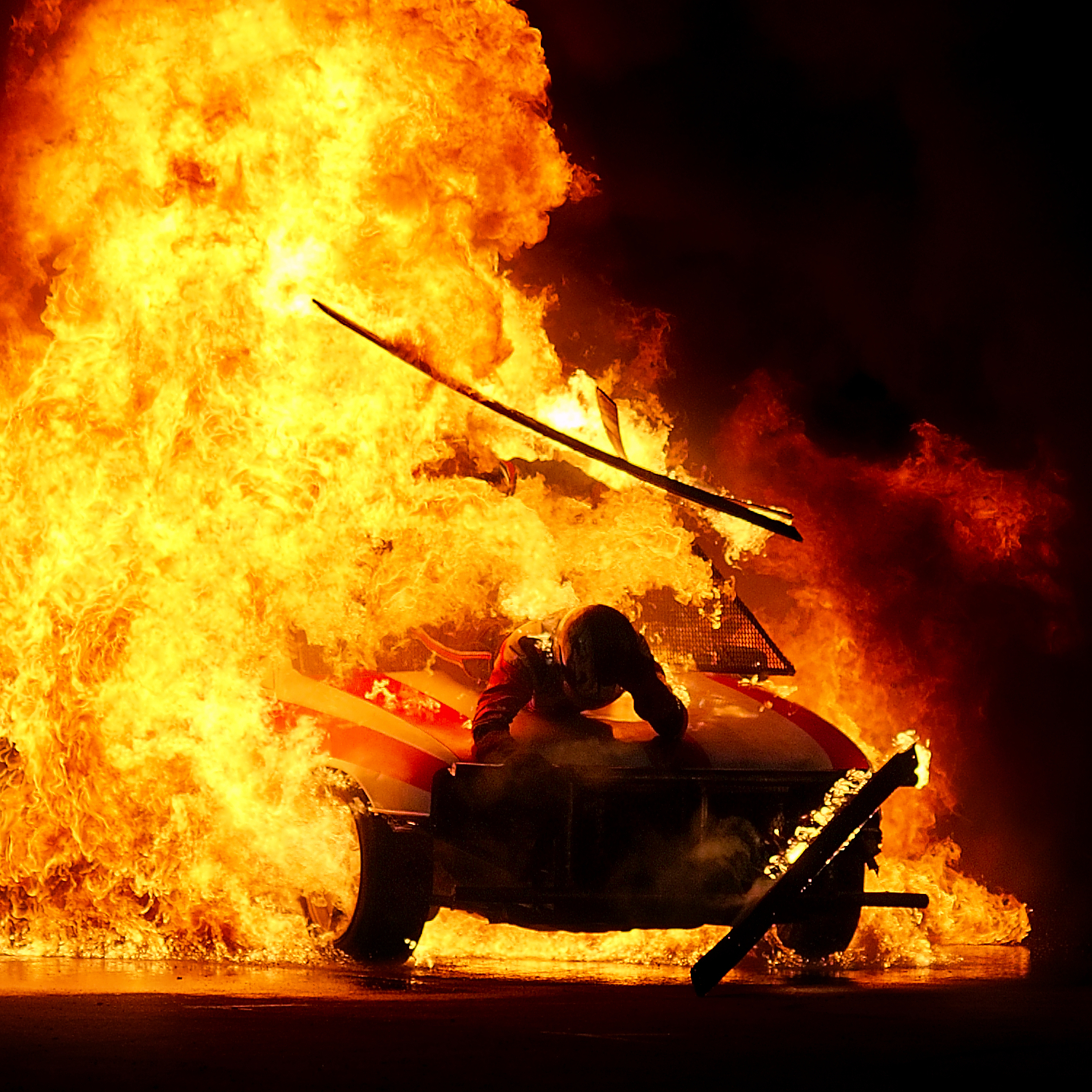
Exhibición de pirotecnia por "Giant Auto Rodéo", Ciney, Bélgica.

Un especialista de cine o doble de riesgo (stunt performer, stuntman o daredevil en inglés), es quien realiza peligrosos trucos, a menudo como profesión, los cuales son usados generalmente en el cine o la televisión. En francés se denominan cascadeur y el término también aparece en otros idiomas (por ejemplo, en griego es llamado κασκαντέρ).

## Vista general
Un especialista de cine normalmente lleva a cabo acciones especiales para ser empleadas en cine o en televisión. Pueden ser colisiones de coches, caídas de grandes alturas, arrastramientos (por ejemplo, por caballos) y explosiones.
Hay un riesgo inherente en la actuación de todo especialista de cine. El mayor riesgo se da cuando actúan en frente a una audiencia en directo. Durante las grabaciones, los mecanismos de seguridad visibles pueden ser eliminados en edición. En las actuaciones en directo, la audiencia puede ver claramente si el especialista está verdaderamente haciendo el truco. Para reducir el riesgo de herida o muerte, a menudo los especialistas son coreografiados o ayudados por máquinas para que, mientras hacen el peligroso truco, los mecanismos de seguridad están dentro de la actuación. Pero sin embargo, aunque parezcan los ejercicios estar bien coreografiados, los especialistas realizan unos ejercicios muy peligrosos y arriesgados físicamente.
Desde su comienzo como una ocupación profesional a comienzos de 1900 y hasta 1960s, los especialistas a menudos eran profesionales que entrenaban esa disciplina antes de entrar en la industria del cine. En el cine y televisión actuales, los especialistas se entrenan en una variedad de disciplinas incluyendo artes marciales y stage combat, y deben ser un miembro certificado de una organización de especialistas primeramente, para poder obtener el necesario seguro para actuar en escenario o en pantalla. Esto les permite un mejor análisis y planear una secuencia de acciones, prepararse físicamente, e incorporar ambos factores de seguridad y de riesgo en sus actuaciones. Sin embargo, incluso cuando son ejecutados perfectamente, hay aún tensión y a menudo a causa de ello pueden dañarse el cuerpo cuando realizan los trucos.
Los daredevils son distintos de los especialistas y dobles; su actuación es un truco en sí mismo, sin el contexto de una película o una serie de televisión. Los daredevils a menudo actúan para una audiencia. Los especialistas en directo incluyen escapismo, tragasables, comefuegos, trapecistas y otros. También incluyen exhibiciones de motocicletas y la popular Wall of death. La película y serie de televisión Jackass es conocida por grabar ejemplos de los actos cinematografía moderna.
Algunos individuos, como Buster Keaton, Harry Houdini, Jackie Chan, Akshay Kumar, Pawan Kalyan, Tony Jaa, y Jayan actúan como especialistas y daredevils en varias partes de sus carreras.

## Historia

### Cascadeur

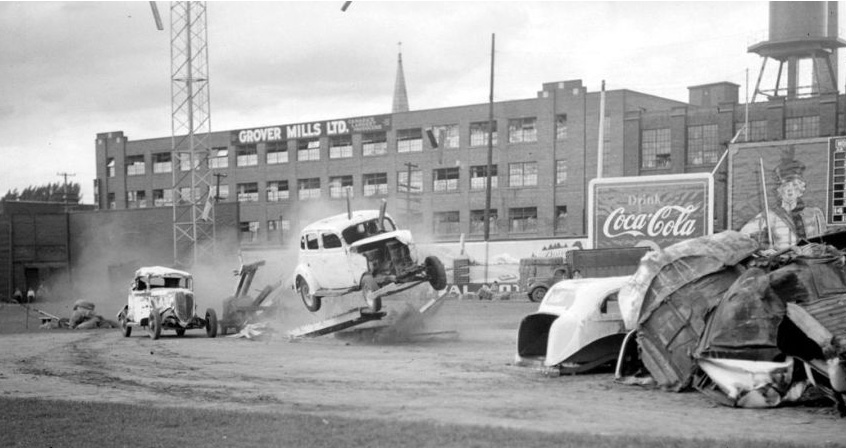
Artistas de circo haciendo un truco automovilístico en el Delorimier Stadium, Montreal, Canadá, en 1946.

Los primeros especialistas eran animadores y artistas de circo, particularmente entrenados gimnastas y acróbatas. El origen de la palabra original, la palabra francesa cascadeur, puede haber derivado del requisito de caer en una secuencia de movimientos durante una escena o truco con agua (Cascade es la palabra francesa para cascada)
Más tarde, los circos alemanes y holandeses usan la palabra Kaskadeur, significa interpretar una serie secuencial de saltos atrevidos sin herirse el intérprete. Esta disciplina acrobática requiere un largo entrenamiento en el ring y un perfecto control corporal para presentar una sensacional actuación al público.
La palabra "stunt" fue formalmente adoptada durante el siglo XIX por los artistas viajantes de vodevil en los espectáculos del salvaje Oeste, tanto en Norteamérica como en Europa. El primer espectáculo del salvaje Oeste fue Buffalo Bill, formado en 1883, y que duró hasta 1913. El show incluía batallas simuladas con disparos de armas y flechas, los cuales eran una versión romántica del Viejo oeste estadounidense.

### Stage combat
Durante finales del siglo XIX y principios del siglo XX, las escenas de stage combat de esgrima en producciones teatrales a través de Europa, la British Commonwealth y Norteamérica eran creados típicamente combinando varias rutinas conocidas como "standard combats". Durante finales del siglo XIX y principios del siglo XX, los maestros de esgrima en Europa empezaron a buscar y experimentar técnicas de esgrima histórico, tales como espada ropera y espadín, e instruían a los actores en su uso.
Notable entre estos instructores era George Dubois, un director de lucha y artes marciales de París que creó actuaciones de esgrima basadas en combates de gladiadores así como en esgrima del Renacimiento. Egerton Castle y el Capitán Alfred Hutton eran parte de un gran grupo de la época victoriana basada en Londres, implicándose en revivir sistemas de esgrima históricos. Cerca de 1899-1902, Hutton enseñó clases de esgrima para actores a través del Club Bartitsu, donde también servía en la Junta de Directores y aprendió lo básico de Jiu-jitsu y el método Vigny de lucha de palos de sus compañeros instructores.

### Cine temprano
A principios de los 1900s, la industria del cine entró en auge en ambos lados del Océano Atlántico, pero no había necesidad de especialistas profesionales. Primeramente, las películas eran tan nuevas que incluso si los productores tenían un presupuesto para artistas, había suficientes solicitudes para hacer las escenas gratis. Por ejemplo, si necesitas una toma de alguien en una viga de acero de 1000 pies (300 m) sobre un rascacielos de Nueva York, entonces siempre había alguno dispuesto a hacer la escena de verdad, y, a menudo gratis. En segundo lugar, la guerra hispano-estadounidense acababa de terminar, y había un montón de jóvenes en buena forma física y entrenados en el manejo de armas de fuego en busca de un poco de trabajo. En tercer lugar, el salvaje Oeste no era sólo domado, sino que también comenzaba a ser cercado, lo que reducía la necesidad de pagar a los antiguos cowboys.
La primera imagen que utilizó un especialista dedicado es muy debatida, pero ocurrió entre 1903 y 1910.  La primera aparición posible de un truco de doble estaba en Asalto y robo de un tren, rodada en 1903 en Milltown (Nueva Jersey). El primer truco verificable pagado fue en el 1908 en la película el Conde de Monte Cristo, con 5 dólares pagados por el director al acróbata que tuvo que saltar de cabeza desde un acantilado al mar.
El daredevil profesional, Rodman Law,  era un paracaidista de trucos conocido por escalar miles de edificios y lanzarse en paracañidas de aviones y ser saltador de base de objetos como la Estatua de la Libertad. Algunos de sus trucos fueron filmados por las cámaras y fotógrafos de medios de comunicación. Law fue llevado al cine en 1912 para llevar a cabo algunas de sus escenas de riesgo como el héroe.
A medida que la industria se desarrolló en la costa del Oeste de Hollywood, California, los primeros dobles de actores profesionales aceptados eran payasos y comediantes como Charles Chaplin, Buster Keaton y los Keystone Kops. La razón de esto fue que la dieta básica de las primeras películas fue una llamada casi continua de torpezas, altas inmersiones y cómicos choques de coches - los ingredientes básicos de la rutina de un payaso de circo. Pero, al igual que sus predecesores del circo, estos actores / especialistas no fueron específicamente entrenados para realizar acrobacias, sino que aprendieron a base de ensayos y errores

### Cowboys profesionales
A partir de 1910, las audiencias estadounidenses desarrollaron un gusto por las películas de acción, que los productores luego repitieron las fórmulas de éxito en las series de televisión. Estos mayoritarios guiones sobre temática del oeste requerían un gran número de extras, tales como un caballero al galope, una banda de indios o un pandilla del sheriff que monte rápido; todos ellos teniendo que montar con soltura, disparar y mirar directamente a la cámara.
Los productores también pedían a los directores acrobacias más arriesgadas utilizando un elenco recurrente, haciendo necesario el uso de dobles para la mayoría de las estrellas de cine. Los directores se volvieron hacia las estrellas del rodeo actuales en busca de inspiración para sus escenas de acción, y dieron trabajo a antiguos vaqueros como extras que no solo trajeron con ellos el aspecto y el estilo, sino también técnicas de rodeo que incluían caídas del caballo seguras. Los primeros reclutas incluyen Tom Mix, quien después de ganar el Campeonato Nacional de Equitación Rodeo de 1909, trabajó para la Selig Polyscope Company en Edendale, Los Ángeles. Mix hizo su primera aparición en The Cowboy Millionaire en octubre de 1909, y luego como él mismo en la película documental corta titulada Ranch Life in the Great Southwest en la que mostró sus habilidades como domador de ganado. Mix llegó a llevar a cabo más de 160 películas de vaqueros durante la década de 1920, y es considerado por muchos como el primer ídolo de matiné de vaquero.
El riesgo de reclutamiento fue ayudado en 1911 por el colapso del espectáculo de rodeo Miller-Arlington, que dejó a muchos artistas de rodeo varados en Venice, California. Incluían a la joven Rose August Wenger, que se casó y más tarde fue presentada como Helen Gibson, reconocida como la primera mujer especialista profesional. Thomas H. Ince, que producía para el New York Motion Picture Company, contrató a los elencos de todos los programas emitidos para el invierno por $ 2.500 por semana. Los artistas cobraban $ 8 por semana. Montaban 5 millas (8,0 kilómetros) cada día para trabajar en Topanga (California), donde las películas se estaban filmando. En 1912 Helen hizo $ 15 por semana por su primer papel como la hermana de Ruth Roland en Ranch Girls on a Rampage. Después de casarse con Edmund Richard "Hoot" Gibson en junio de 1913, la pareja continuó trabajando en el rodeo en verano y como dobles en el invierno en California, con mayor frecuencia para Kalem Studios in Glendale. En abril de 1915, Helen realizó el que se piensa que es su más peligroso truco: un salto desde el techo de una estación en la parte superior de un tren en movimiento en el episodio A Girl’s Grit. La distancia entre el techo de la estación de tren y la parte superior se midió con precisión, y practicó el salto con el tren en movimiento. En la grabación, con los trenes en movimiento, saltó sin dudar y aterrizó correctamente, pero con el movimiento hacia adelante ella rodó hacia delante, salvándose de lesiones y mejorando la toma por coger una bocanada de aire. Sólo sufrió unos moratones.
Con el tiempo, los cowboys y los jinetes de rodeos fuera de temporada, y los directores / productores, idearon un sistema para el suministro de extras. Un bar clandestino llamado The Watering Hole se encontraba cerca de un corral de Los Ángeles llamado el Sunset Corral. Cada mañana, los vaqueros se congregaban en The Watering Hole, donde los directores podían enviar a sus asistentes para contratar para el día siguiente. Los vaqueros se vestirían luego con sus ropas normales de montura (a menos que de otra forma, fueran pagados un extra), y montarían al set, la mayoría de los cuales se encuentra al norte, en las proximidades de San Fernando Valley. Estos trabajos de "cowboys extras" ganaban $ 10 por día más la comida, y la mayoría sólo fueron contratados por un día. Estos primerizos actores vaqueros eventualmente ganaron el apodo de The Gower Gulch Gang, ya que muchos de los pequeños estudios de arranque a los westerns fueron ubicados en Gower Avenue.
Posteriormente una serie de estrellas de rodeo entró en la industria del cine a tiempo completo, con muchos "extras cowboys" llegando a convertirse en los protagonistas de la película, incluyendo: Hank Bell (300 películas, entre 1920 y 1952); Bill Gillis; Buck Jones; Jack Montgomery (inicialmente trabajó como doble de cuerpo de Tom Mix); y Jack Padjeon (primero apareció en 1923, interpretó a Wild Bill Hickok en The Iron Horse de 1924 dirigido por John Ford). Pero el especialista más conocido era probablemente Yakima Canutt, quien con sus aprendices - que incluían a John Wayne - ideado durante los años 30 nuevos dispositivos de seguridad, incluyendo: el estribo 'L' que permitió a un jinete caer del caballo sin quedar atrapado en el estribo; y equipo de cableado para causar espectaculares accidentes de carros, mientras que liberaba al equipo. Un enfoque en acrobacias replicables y seguras ahorró dinero a los productores e impidió que el tiempo de inactividad se perdiera para los directores a través de accidentes y lesiones reducidas para los artistas. performers. Stuntmen were now an integral part of a films drawing power, helping to fill cinemas with thrill seeking patrons anxious to see the new Saturday matinee.

### «¡La seguridad lo último!»

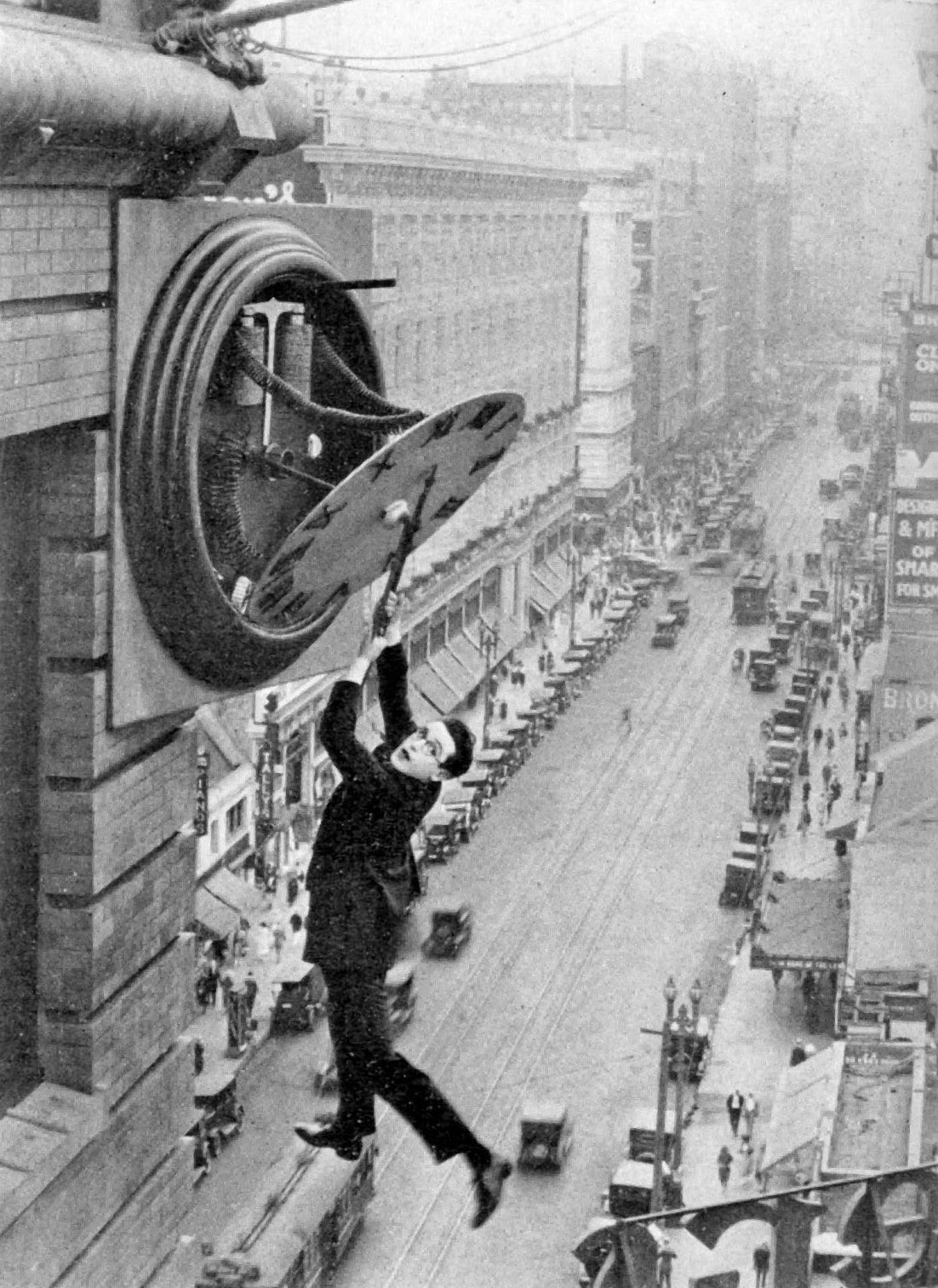
Harold Lloyd en la película Safety Last! de 1923, colgando (seguramente) de la torre del reloj. Lloyd pudo haber sido influenciado por el especialista Rodman Law.

La película del productor y actor Harold Lloyd, Safety Last! de 1923, es a menudo considerada una de los primeros mecanismos de seguridad de despliegue y pre-planeamiento en la ejecución de su grabación y especialistas. En el guion, el personaje «country boy» de Lloyd va a la ciudad para tener éxito, y termina escalando un alto edificio como especialista. Los críticos de la época aclamaron que fue el daredevil más espectacular de comedia emocionante, pero fue su última película con Mildred Davis con quien se casó.
La entera secuencia de especialista fue grabada en el Atlantic Hotel en Broadway, Los Ángeles, (demolido en 1957), en su altura real. Pero los directores de la película Fred C. Newmeyer y Sam Taylor planearon dos características de seguridad:
- Colchones ocupaban plataformas escondidas bajo cada artista, quien además llevaba un pesado corsé acolchado bajo su ropa
- Cada artista iba unido con un arnés de seguridad a un cable seguro de seguridad, unido al edificio

El productor Hal Roach y Lloyd fueron obligados a pagar los costes de planeamiento y construcción de esos artefactos de seguridad, ya que sin ellos los comisionados de la ciudad habrían renunciado a dar permiso a la película para producirse. Lloys, siempre curioso, decidió después de grabar que había completado el uso de un maniquí de tamaño real relleno de algodón para ver el efecto que el accidente habría tenido sin los elementos de seguridad requeridos. A la vista de los resultados, no grabó ninguna otra película sin ellos.
En 1983 es su personal homenaje a Buster Keaton y Harold Lloyd llamado Project A, Jackie Chan repite algunas de sus más famosas escenas de las primeras eras del cine, incluyendo la escena del reloj de Lloyd de Safety Last!

### Las películas de capa y espada
Las películas «de capa y espada», eran un único género de acción, utilizando el desarrollado arte del esgrima cinematográfico, una combinación de stage combat y esgrima. Las más famosas de estas fueron las películas de Douglas Fairbanks, que definió el género. Las historias venían de disfrazadas novelas románticas, particularmente aquellas de Alexandre Dumas y Rafael Sabatini, e incluso música triunfante. Hubo tres grandes ciclos de películas swashbuckler: el período Douglas Fairbanks desde 1920 a 1929; el período Errol Flynn desde 1935 a 1941; y un período en los años 50 anunciado por películas como Ivanhoe (1952) y The Master of Ballantrae (1953), y la popular serie de televisión británica The Adventures of Robin Hood (1955–1959).

### Películas de acción
La preferencia de contratar a profesionales existentes de fuera de la industria del cine, ya fuesen como artistas o como dobles, continuó durante la Segunda Guerra Mundial, cuando la industria fue otra vez inundada con jóvenes hombres en forma buscando trabajo. Sin embargo, en 1958 Thunder Road protagonizado por Robert Mitchum, cuyo coordinador de especialistas era Cary Loftin y con un equipo de especialistas con Ray Austin, Neil Castes Sr., Robert Hoy y Dale Van Sickel, introdujeron la era de las películas de persecuciones de coches. Entre ellas también  destaca, el actor francés Renie Gilien quien es especialista en rodar las películas de acción de coches del espía más famoso del cine, James Bond 007, en la década de 1980, o la trilogía del director de cine español, José Antonio de la Loma " Perros Callejeros". Con el posterior desarrollo de las películas de acción modernas, la tasa de accidentes tanto de especialistas como de estrellas de cine empezó a incrementarse rápidamente. Los especialistas tomaron por consiguiente acciones para profesionalizar su industria, con la creación de un nuevo registro, entrenamiento, certificación y agencias de contratación de especialistas.
Los años 60 y 70 vieron el desarrollo de la moderna tecnología de los especialistas, incluyendo las bolsas de aire. Dar Robinson inventó el decelerador durante este período, el cual usó una red de arrastre de cables más allá de los airbags para especialistas que usaban para los saltos desde lugares altos. El codesarrollo de su tecnología y entrenamiento profesional continúa evolucionando hasta el presente, traído a través de la necesidad de no solo crear un mayor impacto visual en pantalla en la era de las modernas películas de acción. Además provee una plataforma segura para los nuevos entrenados especialistas profesionales, incluyendo Bill Hickman, Terry Richards y los motociclistas Bud Ekins y Evel Knievel. Estos nuevos profesionales no solo creaban un mayor impacto visual, sino que además realizan hazañas casi imposibles de una manera segura y repetible. Más tarde vinieron las películas de acción de artes marciales como un género distintivo, originando un consumo de oeste principalmente desde Hong Kong desde los años 40, coreografiado y más tarde actuado por unos especialistas convertidos en estrellas como Bruce Lee y Sonny Chiba en los 60, Kent Norman "Superkentman" Elofson, y más tarde Jackie Chan.

## Futuro
Mientras que la imagen generada por computadora es considerada por muchos especialistas como restrictiva potencialmente de la industria que es una sombra de lo que fue, los costes de CGI en la mayoría de películas y para la mayoría de escenas son una gran parte de los beneficios en la actualidad. Mientras que CGI permite a los directores crear trucos que serían muy caros, peligrosos o simplemente imposibles de actuar con especialistas reales; la reacción se ha traducido en un nuevo género de películas de género "real" comercializadas en el hecho de que las escenas son reales y que no se ha usado CGI para crear la producción final.

## Premios
Por varias razones, no hay ningún premio Oscar para la categoría de especialistas, pero en 1967 Yakima Canutt fue premiado con un Oscar honorario por su carrera como especialista de cine. La Academia de Artes y Ciencias de la Televisión premia un Emmy para los coordinadores de trucos.
Los Taurus World Stunt Awards dan a los especialistas sus propios premios anuales, pero además a través su fundación ofrece apoyo financiero para los especialistas de todo el mundo que han sido herido mientras trabajaban.

## Fallecimientos
Aunque las historias de especialistas que fallecieron filmando Ben Hur y Where Eagles Dare son grandes mitos, las heridas de peligro de muerte y los fallecimientos no son del todo raras en esta peligrosa profesión. Los contratos a menudo estipulan que las grabaciones pueden utilizarse si el artista es herido o muere filmando, y algunos cineastas incluyendo Jackie Chan, consideran irrespetuoso no hacer eso.
Durante la grabación de La conquista del Oeste (1962), un gran número de especialistas y actores resultaron heridos, el más notable de los cuales fue Robert Drew "Bob" Morgan. Durante la grabación de un tiroteo en un ferrocarril cargado, una de las cadenas se soltó. Aplastado por la madera soltada, su mujer, la actriz Yvonne De Carlo, dejó su carrera para poder hacer de su enfermera durante más de cinco años. La escena apareció completamente en la película, y la pareja más tarde se divorció en 1968.
La Universidad de Illinois hace una lista de accidentes y fatalidades en películas durante esa era, concluyendo que parece probable que la tendencia de la audiencia del cine para estar interesada en trucos más grandes, peores y más peligrosos.
| Año  | Producción                         | Especialista                               | Notas |
| ---- | ---------------------------------- | ------------------------------------------ | --- |
| 1959 | The Horse Soldiers                 |                                            | Durante los últimos escenarios de la película, donde la tropa del Ejército de la Unión de John Wayne están escapando del Ejército de los Estados Confederados, un especialista cae de su caballo durante la escena donde el puente se hunde. No murió por la explosión, sino por la caída. Un buen amigo del director John Ford, éste se encontró devastado por su muerte. |
| 1965 | El vuelo del Fénix                 | Paul Mantz                                 | El mejor piloto especialista reputado de la historia de Hollywood. El 8 de julio de 1965, mientras que volaba un raro Tallmantz Phoenix P-1 especialmente construido para la película, Mantz golpeó un pequeño montículo mientras rozaba un desierto sito en Arizona para una segunda toma. Cuando intentó abrir el acelerador al máximo, el avión se partió en dos y cayó en la tierra matando a Mantz al instante. Bobby Rose, un especialista que se encontraba detrás de Mantz en la cabina y que representaba a un personaje interpretado por Hardy Krüger, resultó gravemente herido. Trece años más tarde, el socio de Mantz, Frank Tallman también murió en un accidente de aviación. |
| 1966 | Le Saint prend l'affût             | Gil Delamare                               | Durante el rodaje de una parte de carretera, que estaba en construcción, Delamare que estaba doblando por Jean Marais hizo un trompo en un Renault Caravelle convertible, que se volcó y le mató. |
| 1967 | Les Grandes Vacances               | Jean Falloux                               | Fallecido mientras filmaba un truco aéreo. La película está dedicada a él. |
| 1969 | Shark!                             | José Marco                                 | Durante la producción, mientras doblada para Burt Reynolds y aproximándose a los que supuestamente era un tiburón sedado, Marco fue atacado y consiguientemente herido de muerte. Cuando la compañía productora usó la muerte para promocionar la película, (incluso retitulando la película a Shark!) el director Samuel Fuller, quien había discutido con los productores por varios asuntos graves respecto del film, abandonó la producción. |
| 1978 | Steel                              | A. J. Bakunas                              | Muerto actuando como especialista desde Kincaid Towers. Aunque completó la acrobacia perfectamente, fue mortalmente herido cuando el paracaídas se rompió. Murió al siguiente día en el hospital. |
| 1980 | Kolilakkam                         | Jayan                                      | Muerto filmando la escena climática en Sholavaram, cerca de Chennai. Después de grabar exitosamente las requeridas tres tomas mostrando como abordaba un helicóptero desde una motocicleta en marcha, Jayan insistió en hacer otra toma, durante la cual el helicóptero perdió estabilidad y colisionó. Más tarde falleció por las heridas. |
| 1982 | Twilight Zone: The Movie           | Vic Morrow Myca Dinh Le Renee Shin-Yi Chen | En la mañana del 23 de julio de 1982, el actor Morrow y dos niños, Myca Dinh Le (siete años), y Renee Shin-Yi Chen (seis años), estaban grabando en Ventura County, California, entre Santa Clarita y Piru, bajo la dirección de John Landis. En una escena un helicóptero que les perseguía fue dañado por fuegos pirotécnicos, causando su coche y matando a los tres al instante. |
| 1985 | Top Gun                            | Art Scholl                                 | El renombrado piloto acrobático fue contratado para hacer un trabajo en vuelo. El guion original pedía una vuelta, la cual Scholl realizó y capturó en cámara. El avión debía dar una vuelta para recobrar altitud, en la cual Scholl informó por radio "Tengo un problema... Tengo un problema de verdad". No pudo recobrarse del giro y chocó su Pitts S-2 en el océano Pacífico cerca de Carlsbad (California) el 16 de septiembre de 1985. Ni el cuerpo de Scholl ni el avión fueron encontrados, dejando la causa del accidente oficial como desconocida. Top Gun fue dedicada a la memoria de Art Scholl.                                                                               |
| 1986 | Million Dollar Mystery             | Dar Robinson                               | Después de completar la acrobacia principal, Robinson rechazó asistencia médica en el set. Entonces, mientras grababan una persecución de alta velocidad, montó su motocicleta más allá del punto de frenado y cayó de un acantilado. |
| 1987 | Skip Tracer                        | Vic Magnotta                               | Después de conducir un coche hacia el Hudson River, Magnotta falleció cuando el parabrisas le dejó atrapado dentro |
| 1989 | Gone in 60 Seconds 2               | H. B. Halicki                              | Estrella y director de la original película Gone in 60 Seconds. Mientras grababan en Dunkirk y Buffalo, Nueva York, un cable de seguridad sujetando una torre de agua alta se rompió, cortando un poste telefónico que cayó y le mató al instante. El guion se convirtió en 60 segundos |
| 1993 | El cuervo                          | Brandon Lee                                | Lee fue matado por una .44 Magnum erróneamente cargada, disparada por el personaje del actor Michael Massee. La grabación de su muerte fue usada como evidencia en la consecuente investigación policial, y más tarde destruida como parte del acuerdo de la demanda. |
| 1993 | BBC 999                            | Tip Tipping                                | Mientras se recreaba un accidente escapado por suerte de un compañero paracaidista para la serie de la BBC, Tipping murió en un accidente en Brunton, Northumberland. |
| 1994 | Vampire in Brooklyn                | Sonja Davis                                | Falleció por caer de espaldas de una pared de 42 pies dentro del estudio. El airbag demasiado inflado actuó como un globo, así que ella se estrelló contra la pared del estudio. Pasó 13 días en el hospital en coma antes de sucumbir a las heridas. |
| 1998 | The Crow: Stairway to Heaven       | Marc Akerstream                            | Mientras grababan en Minaty Bay, Vancouver, Columbia Británica, fue golpeado por unos escombros voladores mientras observaba una explosión desde un bote de remos. Consiguientemente, murió de heridas graves en la cabeza. |
| 2000 | I Dare You: The Ultimate Challenge | Brady Michaels                             | Cayó de una escalera de 20 pies de altura desde el suelo a una plataforma para un especialista que iba a actuar. |
| 2000 | Exit Wounds                        | Chris Lamon                                | Sufrió heridas en la cabeza cuando saltaba de una furgoneta que era remolcada por una calle como parte de una escena de persecución; perdió su pie y se pilló la cabeza con el pavimento. Otro especialista sufrió una conmoción cerebral en el mismo accidente. Lamon murió en el hospital de Toronto deis días después. |
| 2002 | XXX                                | Harry O'Connor                             | Mientras interpretaba al doble de Vin Diesel, murió cuando golpeó un pilar del Palacky Bridge en Praga, haciendo parapente durante una de las escenas de acción. El accidente ocurrió mientras grababan la segunda toma del especialista; el primer intento de O'Connor fue completado sin incidentes y puede ser visto en el film. |
| 2012 | The Expendables 2                  | Kun Liu                                    | Murió, y otro especialista (Nuo Sun) fue gravemente herido, en una explosión controlada en un bote de goma. |